# Spotkanie
Spotkanie ([spɔtˈkaɲe], lit. "họp") là một khu định cư ở quận hành chính của Gmina Szczecinek, thuộc huyện Szczecinecki, Zachodniopomorskie, ở tây bắc Ba Lan.